# Tetrachaelasma southwardi
Tetrachaelasma southwardi is een zeepokkensoort uit de familie van de Bathylasmatidae. De wetenschappelijke naam van de soort is voor het eerst geldig gepubliceerd in 1971 door Newman & Ross.